# Kipper- und Wipperzeit

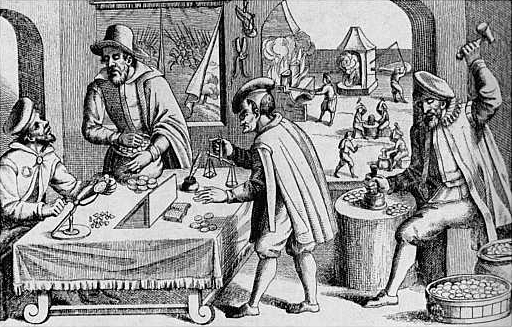
Der lautmalerische Doppelbegriff „Kipper und Wipper“ beruht auf dem „Wippen“ der Waagbalken und dem Aussortieren („Kippen“) der besseren Münzen, welche dann dem Geldumlauf entzogen wurden.

Als große Kipper- und Wipperzeit bezeichnet man eine Münzentwertung, die einen weiten Teil Mitteleuropas erfasste und ihren Höhepunkt zwischen 1620 und 1622 während des Dreißigjährigen Krieges hatte. Von etwa 1675 bis 1690 gab es noch eine „Kleine Kipperzeit“ in Deutschland. Der Name leitet sich von der Praktik der betrügerischen Münzentwertung ab, nämlich dem Wippen der Waagbalken beim Auswiegen der Münzen auf einer Schnellwaage und dem anschließenden Kippen (niederdeutsch für „Aussortieren“) der schwereren Stücke, aus denen dann unter Zugabe von Kupfer, Zinn oder Blei geringerwertige neue Münzen hergestellt wurden.

## Ursachen und Praxis der Geldentwertung
Den Anreiz für die systematische Münzentwertung gab die seit Mitte des 16. Jahrhunderts eingetretene Kurantgeldknappheit im Gebiet des Reichs. Ursachen für diese Geldknappheit waren zum einen ein Rückgang der deutschen Silberproduktion, die Anhäufung von Schatzgeld zur Finanzierung von Söldnerheeren und das Ansteigen des Luxusbedürfnisses an den deutschen Fürstenhöfen. Zum anderen waren moderne Geldschöpfungsmethoden mittels Scheidemünzen und anderen Formen von Kreditgeld gerade erst im Entstehen. Diese Geldknappheit konnten auch die über Spanien und Portugal aus der Neuen Welt ab etwa 1560 importierten Edelmetallmengen, trotz zeitweiligen Edelmetallüberangebots, nicht dauerhaft kompensieren. Gleichwohl trat, neben der Verringerung des Feingehaltes durch die unten beschriebene Münzverschlechterung, noch ein allgemeiner Preisverfall der Edelmetalle gegenüber den Nahrungsmittelgrundstoffen ein. Als Ursache kann in Deutschland eine allgemeine Bevölkerungszunahme bei gleichzeitiger Zuwanderung in die Städte angesehen werden. Dieser Prozess, der schon etwas früher einsetzte, verstärkte sich besonders nach den Bauernkriegen von 1525 aus den angrenzenden Feudalterritorien nach der Devise „Stadtluft macht frei“, und gleichzeitig stagnierte die landwirtschaftliche Produktivität und Produktion. Im ausgehenden 16. Jahrhundert überlagerten sich somit einige preistreibende Faktoren, die in den Wirren des Dreißigjährigen Krieges in der Kipper- und Wipperzeit ihren Höhepunkt um 1621 bis 1623 fanden.
In dieser Situation nutzten die Landesherren auch noch einen strukturellen Fehler der Reichsmünzordnung von 1559 aus, die ihnen als territorialen Münzherren die Ausgabe von kleineren Landesmünzen mit einem gegenüber den Reichskurantmünzen geringeren Silbergehalt ermöglichte. Betroffen von dieser Geldverschlechterung waren solche kleineren Münzsorten wie Pfennig, Kreuzer, Groschen und Halbbatzen. Einige wenige Großsilbermünzen aus dem süddeutsch-böhmischen Raum, Kippertaler oder -gulden genannt, waren auch von dieser Münzverschlechterung betroffen. Die genannten Kleinmünzen wurden dann als Nachahmungen gängiger Münzen mit einem unter dem Nennwert liegenden Silbergehalt hergestellt und in möglichst großen Mengen in anderen Gegenden des Reichs in Verkehr gebracht.
Beispielsweise wurden meist im Feingehalt noch weiter verschlechterte Nachahmungen des bisher wegen seines noch relativ hohen Silbergehaltes geschätzten Schreckenbergers im Ardennenfürstentum Château-Regnault und anderen Münzstätten nachgeprägt. Eine andere Methode war die (zeitweilige) Duldung und sogar Förderung des flächendeckenden Überziehens der Feudalterritorien durch die Landesherrn mit vom Reich nicht autorisierten sogenannten Heckenmünzen; es wurden große Mengen minderwertiger Münzen geprägt, die dann durch ihren zusätzlichen Geldumlauf wesentlich zum Anstieg der Inflation beitrugen. Es begann ein durch das Gresham’sche Gesetz erzwungener Wettbewerb bei der Verschlechterung der Kleinmünzen zwischen den Münzständen, der sein Ende teilweise erst mit der Einführung der offiziellen minderwertigen Scheide- oder Landmünze am Ende des 17. Jahrhunderts fand.
Siehe auch: Prager Münzkonsortium durch Hans de Witte, Paul Michna von Vacínov, Karl von Liechtenstein, Wallenstein und Jacob Bassevi (1622/23).

## Folgen und Beendigung
Hauptbetroffene der Geldentwertung waren Festbesoldete, die ihre Einkommen in den von den Fürsten und Städten verschlechterten Münzsorten erhielten, während die Erzeuger landwirtschaftlicher und gewerblicher Produkte eine Bezahlung in harter Währung verlangen konnten. Die einsetzende Preissteigerung führte zu Not, Verarmung und Hunger, woraufhin besonders das städtische Volk in Form zahlreicher Flugblätter und Unruhen gegen die Münzverschlechterung protestierte. Als die Landesherren und Städte endlich erkannten, dass die erzielten Gewinne nur scheinbar waren, weil sie das schlechte Geld nun in Form von Steuern und Abgaben wieder zurückerhielten, begannen sie das Kippergeld wieder einzuziehen und neues nach „altem Schrot und Korn“ auszuprägen. Ein weiterer, wichtiger Grund für eine Münzreform mag auch in der Anwerbung von Söldnern bestanden haben, die nur für „gutes Geld“ kämpfen wollten. Die Kippermünzen wurden in der Zeit nach 1623, wenn überhaupt noch, teilweise weit unter ihrem inneren Metallwert in das neue Geld umgewechselt. Die unterwertigen Groschen wurden nach der Kipper- und Wipperzeit als Gute Groschen, im Wert erhöht, weitergeprägt.
In einigen europäischen Finanzmetropolen führte die damalige Geldentwertung zur Etablierung der ersten Girobanken. So wurde in Nürnberg im Jahr 1621 der Banco Publico gegründet.
Im Zusammenhang mit weiteren Perioden der Währungsmanipulation spricht man auch von einer „Zweiten Kipper- und Wipperzeit“ in den sechziger bis neunziger Jahren des 17. Jahrhunderts und von einer „Dritten Kipper- und Wipperzeit“ ab 1757 (siehe Ephraimiten und Münzstätte Leipzig, Abschnitt Unter preußischer Besatzung).

## Kursverlauf
Folgende Tabelle gibt den Kursverlauf zwischen vollwertigem Reichstaler und minderwertigem Kreuzer wieder:
| Zeitraum  | Kurs Reichstaler–Kreuzer |
| --------- | ------------------------ |
| 1566      | 068                      |
| 1590      | 070                      |
| 1600      | 072                      |
| 1610      | 084                      |
| 1616/17   | 090                      |
| Ende 1619 | 0124                     |
| Ende 1620 | 0140                     |
| Ende 1621 | <390                     |
| 1622/23   | >600 regional >1000      |
| ab 1623   | 090                      |

Die Entwicklung der im Raum Weimar für einen nach Reichsmünzfuß ausgeprägten Reichstaler zu zahlenden Groschen im Zeitraum von 1609 bis 1623 ist im Artikel Münzstätte Neustadt an der Orla wiedergegeben.